# Huitième circonscription des Français établis hors de France
La huitième circonscription des Français établis hors de France est l'une des onze circonscriptions législatives des Français établis hors de France. Créée en 2010 à la faveur d'un redécoupage, elle comprend huit pays du pourtour méditerranéen, pour une population de 131 135 Français inscrits sur les registres consulaires.

## Étendue territoriale
La huitième circonscription des Français établis hors de France recouvre les pays et territoires suivants (nombre d’inscrits en 2020), :
- Chypre (1 207 Français inscrits)
- Grèce (8 582)
- Israël (53 317) et  Palestine - Gaza et Cisjordanie (Territoires occupés) (17 201)
- Italie (36 646)
- Malte (1 366)
- Saint-Marin (nombre non communiqué)
- Turquie (12 781)
- Vatican (0)

## Députés
| Législature | Début de mandat | Fin de mandat   | Député élu                | Parti politique                                            | Parti politique | Observations                                    | Suppléant        |
| ----------- | --------------- | --------------- | ------------------------- | ---------------------------------------------------------- | --------------- | ----------------------------------------------- | ---------------- |
| XIVe        | 20 juin 2012    | 15 février 2013 | Daphna Poznanski-Benhamou |                                                            | PS              | Élection annulée par le Conseil constitutionnel | Philippe Hebrard |
| XIVe        | 10 juin 2013    | 20 juin 2017    | Meyer Habib               |                                                            | UDI             | Élu lors d'une élection partielle               | Éric Véron       |
| XVe         | 21 juin 2017    | 21 juin 2022    | Meyer Habib               |                                                            | UDI             | Alexandre Bezardin                              |                  |
| XVIe        | 22 juin 2022    | 3 février 2023  | Meyer Habib               | Réélu mais élection annulée par le Conseil constitutionnel | UDI             | Alexandre Bezardin                              |                  |
| XVIe        | 17 avril 2023   | 9 juin 2024     | Meyer Habib               | Réélu lors d’une élection partielle                        | UDI             | Alexandre Bezardin                              |                  |
| XVIIe       | 18 juillet 2024 | 17 juillet 2029 | Caroline Yadan            |                                                            | RE              |                                                 | Olivier Lebel    |

## Résultats électoraux

### Élections législatives de 2012
Daphna Poznanski-Benhamou est élue le 17 juin 2012 face à la candidate de l'UMP Valérie Hoffenberg, mais son élection est annulée en février 2013 par le Conseil constitutionnel.
| Candidat       | Candidat                       | Parti                     | Premier tour | Premier tour | Second tour | Second tour |
| Candidat       | Candidat                       | Parti                     | Voix         | %            | Voix        | %           |
| -------------- | ------------------------------ | ------------------------- | ------------ | ------------ | ----------- | ----------- |
|                | Daphna Poznanski-Benhamou élue | PS                        | 4 400        | 30,50        | 7 584       | 55,88       |
|                | Valérie Hoffenberg             | UMP                       | 3 202        | 22,20        | 5 987       | 44,12       |
|                | Philippe Karsenty              | Divers droite (LIFE, PLD) | 2 084        | 14,45        |             |             |
|                | Pierre Jestin                  | EÉLV                      | 1 515        | 10,50        |             |             |
|                | Gil Taïeb                      | Divers droite             | 1 431        | 9,92         |             |             |
|                | Michèle Parravicini            | FG                        | 911          | 6,32         |             |             |
|                | Huguette Livernault-Levy       | FN                        | 542          | 3,76         |             |             |
|                | Julien Lemaître                | Divers (S&P)              | 159          | 1,10         |             |             |
|                | Corine Rouffi                  | PRG (GÉ)                  | 108          | 0,75         |             |             |
|                | Guy Fitoussi                   | Divers gauche             | 72           | 0,50         |             |             |
|                |                                |                           |              |              |             |             |
| Inscrits       | Inscrits                       | Inscrits                  | 109 411      | 100,00       | 109 389     | 100,00      |
| Abstentions    | Abstentions                    | Abstentions               | 94 875       | 86,63        | 95 424      | 87,23       |
| Votants        | Votants                        | Votants                   | 14 626       | 13,37        | 13 965      | 12,77       |
| Blancs et nuls | Blancs et nuls                 | Blancs et nuls            | 202          | 1,38         | 394         | 2,82        |
| Exprimés       | Exprimés                       | Exprimés                  | 14 424       | 98,62        | 13 571      | 97,18       |

### Élection législative partielle de 2013
À la suite du rejet des comptes de campagne, à l'annulation de l'élection par le Conseil constitutionnel et à la déclaration d'inéligibilité pour une durée d'un an de Daphna Poznanski-Benhamou, une législative partielle a lieu le 26 mai 2013 et le 9 juin 2013. Le candidat de l'UDI, Meyer Habib, est élu.
| Candidat       | Candidat              | Parti                   | Premier tour | Premier tour | Second tour | Second tour |
| Candidat       | Candidat              | Parti                   | Voix         | %            | Voix        | %           |
| -------------- | --------------------- | ----------------------- | ------------ | ------------ | ----------- | ----------- |
|                | Valérie Hoffenberg    | UMP                     | 2 479        | 21,85        | 4 166       | 46,64       |
|                | Meyer Habib élu       | UDI                     | 1 744        | 15,37        | 4 767       | 53,36       |
|                | Marie-Rose Koro       | PS                      | 1 659        | 14,61        |             |             |
|                | Alexandre Bezardin    | Sans étiquette          | 884          | 7,79         |             |             |
|                | Michèle Parravicini   | FG                      | 807          | 7,11         |             |             |
|                | Jonathan-Simon Sellem | PLD                     | 755          | 6,65         |             |             |
|                | Athanase Contargyris  | EÉLV                    | 666          | 5,87         |             |             |
|                | Nathalie Mimoun       | Sans étiquette          | 589          | 5,19         |             |             |
|                | David Shapira         | Sans étiquette          | 479          | 4,22         |             |             |
|                | Albert Fratty         | Sans étiquette          | 383          | 3,38         |             |             |
|                | Huguette Lévy         | RBM                     | 203          | 1,79         |             |             |
|                | Laurent Sissmann      | Sans étiquette          | 141          | 1,24         |             |             |
|                | Sylvain Semhoun       | Sans étiquette          | 127          | 1,12         |             |             |
|                | Alix Guillard         | Divers (Pirate)         | 111          | 0,98         |             |             |
|                | Cyril Benjamin Castro | Sans étiquette          | 94           | 0,83         |             |             |
|                | Valérie Mira          | Divers écologiste (AÉI) | 89           | 0,78         |             |             |
|                | Ghislain Allonn       | Sans étiquette          | 48           | 0,42         |             |             |
|                | Julien Lemaître       | Divers (S&P)            | 41           | 0,36         |             |             |
|                | Frédéric Chaouat      | Sans étiquette          | 34           | 0,30         |             |             |
|                | Guy Fitoussy          | Sans étiquette          | 15           | 0,13         |             |             |
|                |                       |                         |              |              |             |             |
| Inscrits       | Inscrits              | Inscrits                | 111 736      | 100,00       | 111 731     | 100,00      |
| Abstentions    | Abstentions           | Abstentions             | 100 150      | 89,63        | 101 523     | 90,86       |
| Votants        | Votants               | Votants                 | 11 586       | 10,37        | 10 208      | 9,14        |
| Blancs et nuls | Blancs et nuls        | Blancs et nuls          | 239          | 2,06         | 1 275       | 12,49       |
| Exprimés       | Exprimés              | Exprimés                | 11 348       | 97,95        | 8 933       | 87,51       |

### Élections législatives de 2017
Député sortant : Meyer Habib (UDI)
| Candidat         | Candidat                  | Parti               | Premier tour | Premier tour | Second tour | Second tour |
| Candidat         | Candidat                  | Parti               | Voix         | %            | Voix        | %           |
| ---------------- | ------------------------- | ------------------- | ------------ | ------------ | ----------- | ----------- |
|                  | Florence Drory            | LREM                | 4 150        | 36,73        | 5 825       | 42,14       |
|                  | Meyer Habib sortant réélu | UDI (LR)            | 4 013        | 35,51        | 7 998       | 57,86       |
|                  | Hélène Panoussis          | LFI                 | 834          | 7,38         |             |             |
|                  | Daphna Poznanski-Benhamou | Divers gauche       | 667          | 5,90         |             |             |
|                  | Nil Delahaye              | EÉLV                | 563          | 4,98         |             |             |
|                  | Nathalie Jorge-Laïck      | FN                  | 316          | 2,80         |             |             |
|                  | Benjamin Djiane           | PS                  | 241          | 2,13         |             |             |
|                  | Raphaël Destremau         | Divers droite (PCD) | 139          | 1,23         |             |             |
|                  | Anne Sabourin             | PCF                 | 89           | 0,79         |             |             |
|                  | David Acunzo              | UPR                 | 87           | 0,77         |             |             |
|                  | Jean-Yves Metayer-Robbes  | Divers écologiste   | 50           | 0,44         |             |             |
|                  | Barbara Pascarel          | Sans étiquette      | 45           | 0,40         |             |             |
|                  | Christophe Cesetti        | Divers (#MV)        | 38           | 0,34         |             |             |
|                  | Mathilde Cameirao         | Sans étiquette      | 27           | 0,24         |             |             |
|                  | Jacques Neno              | Sans étiquette      | 21           | 0,19         |             |             |
|                  | Frédéric Chaouat          | Sans étiquette      | 12           | 0,11         |             |             |
|                  | Denis Bensimon            | Divers droite       | 8            | 0,07         |             |             |
|                  |                           |                     |              |              |             |             |
| Inscrits         | Inscrits                  | Inscrits            |              | 100,00       |             | 100,00      |
| Abstentions      | Abstentions               | Abstentions         | 109 986      | 90,60        | 107 185     | 88,30       |
| Votants          | Votants                   | Votants             | 11 413       | 9,40         | 14 201      | 11,70       |
| Blancs et nuls   | Blancs et nuls            | Blancs et nuls      | 113          | 0,99         | 378         | 2,66        |
| Exprimés         | Exprimés                  | Exprimés            | 11 300       | 9,31         | 13 823      | 11,39       |
| * député sortant |                           |                     |              |              |             |             |

### Élections législatives de 2022
Député sortant : Meyer Habib (UDI)
| Résultats des élections législatives des 12 et 19 juin 2022 de la 8e circonscription des Français de l'Étranger |                          |                                            |                          |              |              |             |             |
| Candidat | Candidat                 | Parti et coalition                         | Nuance                   | Premier tour | Premier tour | Second tour | Second tour |
| Candidat | Candidat                 | Parti et coalition                         | Nuance                   | Voix         | %            | Voix        | %           |
| | Meyer Habib*             | UDI (UDC)                                  | UDI                      | 4 572        | 28,85        | 8 470       | 50,58       |
| | Deborah Abisror-de Lieme | LREM (ENS)                                 | ENS                      | 4 402        | 27,78        | 8 277       | 49,42       |
| | Isabelle Rivolet         | LFI (NUPES)                                | NUP                      | 2 986        | 18,84        |             |             |
| | Serge Siksik             | REC                                        | REC                      | 1 095        | 6,91         |             |             |
| | Milad Ezabadi            | UCE (ÉMP)                                  | DIV                      | 793          | 5,00         |             |             |
| | Léa Agathe Hetz          | Volt                                       | DIV                      | 559          | 3,53         |             |             |
| | Hélène Lehmann           | GRS (Fédération de la gauche républicaine) | DIV                      | 470          | 2,97         |             |             |
| | Marie-Françoise Carbonne | RN                                         | RN                       | 296          | 1,87         |             |             |
| | Rachel Touitou           | PA                                         | ECO                      | 227          | 1,43         |             |             |
| | José Garson              | Horizons diss.                             | DVC                      | 205          | 1,29         |             |             |
| | Florence Collet          | SE                                         | DIV                      | 124          | 0,78         |             |             |
| | Florian Picod            | RS (LRDP)                                  | DVG                      | 65           | 0,41         |             |             |
| | Margaux Serbat           | PRG                                        | RDG                      | 53           | 0,33         |             |             |
| Votes valides                                                                                                   | Votes valides            | Votes valides                              | Votes valides            | 15 847       | 98,78        | 16 747      | 91,60       |
| Votes blancs | Votes blancs             | Votes blancs                               | Votes blancs             | 180          | 1,12         | 1 468       | 8,03        |
| Votes nuls | Votes nuls               | Votes nuls                                 | Votes nuls               | 16           | 0,10         | 68          | 0,37        |
| Total | Total                    | Total                                      | Total                    | 16 043       | 100          | 18 283      | 100         |
| Abstention | Abstention               | Abstention                                 | Abstention               | 115 176      | 87,77        | 112 933     | 86,07       |
| Inscrits / participation                                                                                        | Inscrits / participation | Inscrits / participation                   | Inscrits / participation | 131 219      | 12,23        | 131 216     | 13,93       |

Le 3 février 2023, cette élection est annulée par le Conseil constitutionnel en raison d'« irrégularités et manœuvres [qui] ont été, au regard de l’écart de voix constaté au second tour, de nature à altérer la sincérité du scrutin.»

### Élection législative partielle de 2023
| Résultats des élections législatives des 2 et 16 avril 2023 de la 8e circonscription des Français de l'Étranger | Résultats des élections législatives des 2 et 16 avril 2023 de la 8e circonscription des Français de l'Étranger | Résultats des élections législatives des 2 et 16 avril 2023 de la 8e circonscription des Français de l'Étranger | Résultats des élections législatives des 2 et 16 avril 2023 de la 8e circonscription des Français de l'Étranger | Résultats des élections législatives des 2 et 16 avril 2023 de la 8e circonscription des Français de l'Étranger | Résultats des élections législatives des 2 et 16 avril 2023 de la 8e circonscription des Français de l'Étranger | Résultats des élections législatives des 2 et 16 avril 2023 de la 8e circonscription des Français de l'Étranger |  |
| Candidat | Candidat | Parti et coalition                                                                                              | Premier tour | Premier tour | Second tour | Second tour |  |
| Candidat | Candidat | Parti et coalition                                                                                              | Voix | % | Voix | % |  |
| --- | --- | --- | --- | --- | --- | --- |  |
| | Meyer Habib* | UDI (UDC) | 5 985 | 38,35 | 8 075 | 53,99 |  |
| | Deborah Abisror-de Lieme                                                                                        | RE (ENS) | 3 850 | 24,67 | 6 882 | 46,01 |  |
| | Yael Lerer | SE (NUPES) | 2 445 | 15,67 | | |  |
| | Juliette de Causans                                                                                             | EEE | 1 151 | 7,37 | | |  |
| | Hélène Lehmann                                                                                                  | GRS (FGR) | 973 | 6,23 | | |  |
| | Serge Siksik | REC | 924 | 5,92 | | |  |
| | Michelle Odelin                                                                                                 | LMPA (TUPV) | 247 | 1,58 | | |  |
| | Frédéric Chaouat                                                                                                | LSP | 33 | 0,21 | | |  |
| Suffrages exprimés                                                                                              | Suffrages exprimés                                                                                              | Suffrages exprimés                                                                                              | 15 608 | 97,69 | 14 957 | 91,52 |  |
| Votes blancs | Votes blancs | Votes blancs | 346 | 2,17 | 1 357 | 8,30 |  |
| Votes nuls | Votes nuls | Votes nuls | 23 | 0,14 | 30 | 0,18 |  |
| Total | Total | Total | 15 977 | 100 | 16 344 | 100 |  |
| Abstention | Abstention | Abstention | 122 308 | 88,45 | 121 901 | 88,18 |  |
| Inscrits / participation                                                                                        | Inscrits / participation                                                                                        | Inscrits / participation                                                                                        | 138 285 | 11,55 | 138 245 | 11,82 |  |

### Élections législatives de 2024
| Candidat                 | Candidat                 | Parti et coalition       | Nuance                   | Premier tour | Premier tour | Second tour | Second tour |
| Candidat                 | Candidat                 | Parti et coalition       | Nuance                   | Voix         | %            | Voix        | %           |
| ------------------------ | ------------------------ | ------------------------ | ------------------------ | ------------ | ------------ | ----------- | ----------- |
|                          | Meyer Habib*             | LR                       | LR                       | 11 557       | 35,58        | 16 428      | 47,30       |
|                          | Caroline Yadan           | RE (ENS)                 | ENS                      | 7 855        | 24,18        | 18 302      | 52,70       |
|                          | Yaël Lerer,              | SE (NFP)                 | UG                       | 7 516        | 23,14        |             |             |
|                          | Guillaume Bensoussan     | REC                      | REC                      | 2 044        | 6,29         |             |             |
|                          | Aurélie Assouline        | LR diss.                 | LR                       | 1 329        | 4,09         |             |             |
|                          | Gilles Neffati           | EÉÉ (LC)                 | DVC                      | 1 025        | 3,16         |             |             |
|                          | Valérie Chartrain        | Volt                     | DVG                      | 457          | 1,41         |             |             |
|                          | Nicolas Spitalas         | FL                       | DIV                      | 299          | 0,92         |             |             |
|                          | Philippe Hababou Solomon | SE                       | DVD                      | 197          | 0,61         |             |             |
|                          | David Bizet              | UDMF                     | DIV                      | 188          | 0,58         |             |             |
|                          | Benjamin Sigoura         | SE                       | DIV                      | 15           | 0,05         |             |             |
|                          |                          |                          |                          |              |              |             |             |
| Votes valides            | Votes valides            | Votes valides            | Votes valides            | 32 482       | 98,22        | 34 730      | 95,88       |
| Votes blancs             | Votes blancs             | Votes blancs             | Votes blancs             | 503          | 1,52         | 1 431       | 3,95        |
| Votes nuls               | Votes nuls               | Votes nuls               | Votes nuls               | 85           | 0,26         | 61          | 0,17        |
| Total                    | Total                    | Total                    | Total                    | 33 070       | 100          | 36 222      | 100         |
| Abstention               | Abstention               | Abstention               | Abstention               | 115 887      | 77,80        | 112 726     | 75,68       |
| Inscrits / participation | Inscrits / participation | Inscrits / participation | Inscrits / participation | 148 957      | 22,20        | 148 948     | 24,32       |